# プロレス・エキスポ
プロレス・エキスポ（ProWres EXPO、別表記でプロレスEXPO）は、日本からスタートしたプロレスのプロジェクト。
第1回は2008年10月24日、25日に渡り、日本の国技館で開催され、株式会社フリーバーズインターナショナル・ジャパン（FBI-JAPAN）を中心とした「プロレス・エキスポ実行委員会」が主催。
世界13か国より45選手が集合ということで注目を集めたものの、集客自体は大苦戦（3大会で7,500人とも言われる）となった。
その後は沈黙が続きプロジェクト自体の存続も危ぶまれていたが、2010年3月13日にネパールの首都のカトマンズ、続いて20日はポカラにて大会が開催され、日本を上回る観客動員（カトマンズ5,000人、ポカラ15,000人）を記録。
なお2006年に開かれた「レッスルエキスポ」、2010年の「プロレス万博」とは無関係。

## プロレス・エキスポ

### 大会開催までの概要
2008年7月30日、ちょうど力道山が中心となり日本プロレス協会が結成されてから55年後の日に、プロレスEXPOの開催とコンセプトが発表された。スーパーバイザーには当時新日本プロレス所属だった蝶野正洋が就任した。
プロレス（同大会の表記はProWres）をアニメやカラオケと同じように、日本語から世界共通の言語にしていくこと、それが出来るだけのレベルが日本のプロレス界にはあること。また後に業界でよく使われる「○○（国名）の力道山を創造する」というフレーズが使われたのはこの大会が最初であった。
なかなか参加選手が発表されず、結局9月まで正式な発表がなかったことが集客に苦戦した一因とも言われている（背景に国内メジャー団体の興行が同日に組まれていたことも大きい。特にプロレスリング・ノアは2日目に日本武道館大会が開かれ12,000人を動員）が、最終的には前述のようにプロレス興行としては史上最多となる13カ国から45選手が参加することが発表された。
また一部ではプロレス業界に黒船襲来などと揶揄されたものの、各団体からの支持、協力をとりつけ、事実上の大同団結が実現した大会であったと言われている。
後援としてはZERO1を運営するファースト・オン・ステージがこれにあたった。

### 大会コンセプト
- 「世界平和とプロレス」というテーマを掲げており、大会終了後はあらゆる因縁を捨て去り、輪になってハッピーエンドを迎えることをテーマとしている。これは2008年の日本大会に続き、2010年のネパール大会に於いても継続されている。

## ProWres EXPO 2008 JAPAN
それぞれの色は大会コンセプトの「世界平和とプロレス」から緑（オリーブ）、白（鳩）、蒼（海）から命名され、空前絶後とも言える2日間3大会の形式で行われることになった。
ProWres Expo 2008 in Japan 
- 場所：両国国技館

| 2008年10月24日 第1部“緑の章” 19:00開始                                                                                | 2008年10月24日 第1部“緑の章” 19:00開始                      | 2008年10月24日 第1部“緑の章” 19:00開始                      | 2008年10月25日 第2部“白の章” 13:00開始                                                   | 2008年10月25日 第2部“白の章” 13:00開始                    | 2008年10月25日 第2部“白の章” 13:00開始                    | 2008年10月25日 第3部“蒼の章” 18:00開始                        | 2008年10月25日 第3部“蒼の章” 18:00開始                        | 2008年10月25日 第3部“蒼の章” 18:00開始                        |
| 第1試合：エキスポランブル（９人参加）                                                                                 | 第1試合：エキスポランブル（９人参加）                       | 第1試合：エキスポランブル（９人参加）                       | 第1試合：（時間無制限１本勝負）                                                          | 第1試合：（時間無制限１本勝負）                           | 第1試合：（時間無制限１本勝負）                           | 第1試合：ミステリアスパビリオン（時間無制限１本勝負）         | 第1試合：ミステリアスパビリオン（時間無制限１本勝負）         | 第1試合：ミステリアスパビリオン（時間無制限１本勝負）         |
| ○日高郁人 | 19分52秒 ショーンキャプチャー                               | ハートリー・ジャクソン●                                     | ○浪口修                                                                                  | 7分12秒 ダイビング・ヘッドバット                          | ジェロニモ●                                               | 菊タロー ○ハートリー・ジャクソン ヒマラヤン・タイガー         | 14分56秒 パイルドライバー                                     | テングカイザー テングバロン●                                  |
| 3代目キューバン・アサシン、ポール・トレイシー、フレンチ・ハイディ、ジェロニモ、ヒマラヤン・タイガー、星誕期、菊タロー |                                                             |                                                             | ○浪口修                                                                                  | 7分12秒 ダイビング・ヘッドバット                          | ジェロニモ●                                               | 菊タロー ○ハートリー・ジャクソン ヒマラヤン・タイガー         | 14分56秒 パイルドライバー                                     | テングカイザー テングバロン●                                  |
| 第2試合：女子プロレスパビリオン（時間無制限１本勝負）                                                                 | 第2試合：女子プロレスパビリオン（時間無制限１本勝負）       | 第2試合：女子プロレスパビリオン（時間無制限１本勝負）       | 第2試合：エキスポ・ランブル２nd（８人参加）                                              | 第2試合：エキスポ・ランブル２nd（８人参加）               | 第2試合：エキスポ・ランブル２nd（８人参加）               | 第2試合：大陸対抗リーグ戦Ａブロック（時間無制限１本勝負）     | 第2試合：大陸対抗リーグ戦Ａブロック（時間無制限１本勝負）     | 第2試合：大陸対抗リーグ戦Ａブロック（時間無制限１本勝負）     |
| ○Hikaru アップルみゆき                                                                                                | 15分26秒 合体タワーハッカーボム                             | 前村さき● 大畠美咲                                          | ○クリストファー・ダニエルズ                                                              | 17分23秒 エンジェルウイングス                             | リッキー・ランデル●                                       | ○崔領二 リッキー・ランデル                                    | 11分40秒 那智の滝                                             | キューバン・アサシン アレックス・マーリー●                    |
| ○Hikaru アップルみゆき                                                                                                | 15分26秒 合体タワーハッカーボム                             | 前村さき● 大畠美咲                                          | ヒマラヤン・タイガー、ナルト、星誕期、植田使徒、エリック・ヤング、ハートリー・ジャクソン |                                                           |                                                           | ○崔領二 リッキー・ランデル                                    | 11分40秒 那智の滝                                             | キューバン・アサシン アレックス・マーリー●                    |
| 第3試合：レスリングマスターパビリオン（時間無制限１本勝負）                                                           | 第3試合：レスリングマスターパビリオン（時間無制限１本勝負） | 第3試合：レスリングマスターパビリオン（時間無制限１本勝負） | 第3試合：ルチャリブレパビリオン（時間無制限１本勝負）                                    | 第3試合：ルチャリブレパビリオン（時間無制限１本勝負）     | 第3試合：ルチャリブレパビリオン（時間無制限１本勝負）     | 第3試合：大陸対抗リーグ戦Ｂブロック（時間無制限１本勝負）     | 第3試合：大陸対抗リーグ戦Ｂブロック（時間無制限１本勝負）     | 第3試合：大陸対抗リーグ戦Ｂブロック（時間無制限１本勝負）     |
| ○クリストファー・ダニエルズ エルブレイザー                                                                            | 10分42秒 ベストムーンサルトエバー                           | ディック東郷 アレックス・マーリー●                          | ディック東郷 ○藤田ミノル                                                                 | 17分59秒 サスケだましセグウェイ                           | エル・ブレイザー ドランゴ●                                | ○バンビキラー エリック・イサクセン                            | 5分2秒 バンビデスショット                                     | ドランゴ ナルト●                                              |
| 第4試合：ファイアーパビリオン（時間無制限１本勝負）                                                                   | 第4試合：ファイアーパビリオン（時間無制限１本勝負）         | 第4試合：ファイアーパビリオン（時間無制限１本勝負）         | 第4試合：ミックストマッチパビリオン（時間無制限１本勝負）                                | 第4試合：ミックストマッチパビリオン（時間無制限１本勝負） | 第4試合：ミックストマッチパビリオン（時間無制限１本勝負） | 第4試合：ヨーロピアンスタイルパビリオン（時間無制限１本勝負） | 第4試合：ヨーロピアンスタイルパビリオン（時間無制限１本勝負） | 第4試合：ヨーロピアンスタイルパビリオン（時間無制限１本勝負） |
| 大谷晋二郎 ○佐藤耕平 藤田ミノル                                                                                       | 15分31秒 ジャーマン・スープレックス・ホールド               | エリック・ヤング● バンビ・キラー エリック・イサクセン       | 菊タロー ○前村さき 中川ともか                                                            | 15分27秒 回転足折り固め                                   | ランジェリー武藤 Hikaru● アップルみゆき                   | ○フレンチ・ハイディ                                           | 2分26秒 ビクトル式ヒザ十字固め                                | ポール・トレイシー●                                           |
| 第5試合：大陸対抗リーグ戦Ａブロック（時間無制限１本勝負）                                                             | 第5試合：大陸対抗リーグ戦Ａブロック（時間無制限１本勝負）   | 第5試合：大陸対抗リーグ戦Ａブロック（時間無制限１本勝負）   | 第5試合：日本VSヨーロッパ（時間無制限１本勝負）                                          | 第5試合：日本VSヨーロッパ（時間無制限１本勝負）           | 第5試合：日本VSヨーロッパ（時間無制限１本勝負）           | 第5試合：スペシャル６人タッグマッチ（時間無制限１本勝負）     | 第5試合：スペシャル６人タッグマッチ（時間無制限１本勝負）     | 第5試合：スペシャル６人タッグマッチ（時間無制限１本勝負）     |
| ○アレックス・シェリー クリス・セイビン                                                                                | 17分22秒 ダブル・スーパーキック                             | 崔領二 リッキー・ランデル●                                  | 佐藤耕平 ○崔領二                                                                         | 11分25秒 腕ひしぎ十字固め                                 | ポール・トレイシー フレンチ・ハイディ●                    | スコット・ノートン ○ドン・フライ ディック東郷                 | 14分18秒 ラリアット                                           | 蝶野正洋 佐藤耕平 エリック・ヤング●                           |
| 第6試合：大陸対抗リーグ戦Ｂブロック（時間無制限１本勝負）                                                             | 第6試合：大陸対抗リーグ戦Ｂブロック（時間無制限１本勝負）   | 第6試合：大陸対抗リーグ戦Ｂブロック（時間無制限１本勝負）   | 第6試合：大陸対抗リーグ戦Ａブロック（時間無制限１本勝負）                                | 第6試合：大陸対抗リーグ戦Ａブロック（時間無制限１本勝負） | 第6試合：大陸対抗リーグ戦Ａブロック（時間無制限１本勝負） | 第6試合：エキスポ・ランブル優勝決定戦（時間無制限１本勝負）   | 第6試合：エキスポ・ランブル優勝決定戦（時間無制限１本勝負）   | 第6試合：エキスポ・ランブル優勝決定戦（時間無制限１本勝負）   |
| 田中将斗 ○関本大介 | 13分13秒 アルゼンチン・コースター                           | ドランゴ ナルト●                                            | ○アレックス・シェリー クリス・セイビン                                                   | 25分43秒 丸め込み                                         | キューバン・アサシン● アレックス・マーリー                | ○日高郁人                                                     | 15分53秒 ミスティフリップ                                     | クリストファー・ダニエルズ●                                   |
| 第7試合：スペシャルタッグマッチ（時間無制限１本勝負）                                                                 | 第7試合：スペシャルタッグマッチ（時間無制限１本勝負）       | 第7試合：スペシャルタッグマッチ（時間無制限１本勝負）       | 第7試合：大陸対抗リーグ戦Ｂブロック（時間無制限１本勝負）                                | 第7試合：大陸対抗リーグ戦Ｂブロック（時間無制限１本勝負） | 第7試合：大陸対抗リーグ戦Ｂブロック（時間無制限１本勝負） | 第7試合：大陸対抗リーグ戦優勝決定戦（時間無制限１本勝負）     | 第7試合：大陸対抗リーグ戦優勝決定戦（時間無制限１本勝負）     | 第7試合：大陸対抗リーグ戦優勝決定戦（時間無制限１本勝負）     |
| ○蝶野正洋 スコット・ノートン                                                                                          | 16分00秒 シャイニング・ヤクザキック                         | 高山善廣 ドン・フライ●                                      | 田中将斗 ○関本大介                                                                       | 16分26秒 スライディングＤ                                 | バンビキラー エリック・イサクセン●                        | 田中将斗 ○関本大介                                            | 15分51秒 スライディングＤ                                     | アレックス・シェリー クリス・セイビン●                        |

### 参加選手
（アジア地域・日本）
- 蝶野正洋（新日本プロレス）
- 高山善廣（高山堂）
- 田中将斗（ゼロワン）
- 関本大介（大日本プロレス）
- 崔領二（ゼロワン）
- 菊タロー（アキバプロレス）
- 日高郁人（ゼロワン）
- ディック東郷（フリー）
- エル・ブレイザー（フリー）
- 大谷晋二郎（ゼロワン）
- 佐藤耕平（ゼロワン）
- 藤田ミノル（ゼロワン）
- 浪口修（ゼロワン）
- ランジェリー武藤（バトラーツ）
- テングカイザー（ゼロワン）
- テングバロン（ゼロワン）

（アジア地域・ネパール）
- ヒマラヤンタイガー

（北米地域・カナダ）
- エリック・ヤング（TNA）

（北米地域・アメリカ）
- スコット・ノートン
- ドン・フライ
- クリストファー・ダニエルズ（TNA）
- クリス・セイビン（TNA）
- アレックス・シェリー（TNA）
- ジェロニモ
- リッキー・ランデル

（中南米地域・ジャマイカ）
- アレックス・マーリー

（中南米地域・キューバ）
- 3代目キューバン・アサシン

（中南米地域・メキシコ）
- ドランゴ
- ナルト

（中南米地域・アルゼンチン）
- 星誕期（DDTプロレスリング）

（オセアニア地域・オーストラリア）
- ハートリー・ジャクソン

（欧州地域・ノルウェー）
- エリック・イサクセン

（欧州地域・アイルランド）
- ポール・トレイシー

（欧州地域・フランス）
- フレンチ・ハイディ

（欧州地域・オーストリア）
- バンビ・キラー

（女子プロレス選手）
- Hikaru（CHICK FIGHTS SUN）
- 前村さき（CHICK FIGHTS SUN）
- アップルみゆき（フリー）
- 大畠美咲（エスオベーション）
- 中川ともか（エスオベーション）

※当初、エスイ（モンゴル／エスオベーション）にもオファーがあったが、体調不調のため欠場。

### 立会人
- ダニー・ホッジ（アメリカ／元NWA世界ジュニアヘビー級王者）

プロレス・エキスポ立会人として待望の来日。自らを「プロレスファン」と認めるホッジの往年の“リンゴ潰し”は健在であった。

### スタッフ
（レフェリー）
- スティーブ・コリノ
- 田山正雄
- 笹崎勝己
- ミスター・マイケル

（スタッフ）
- ヒロ斎藤
- ステップストゥール・トミー・D

### イメージガール
- 佐藤さくら（2008ミス週刊少年マガジン）

日本から世界へ発信する、プロレス・エキスポイメージガールとして期待された。

## ProWres EXPO 2010 NEPAL

### 大会概要
ネパール建国以来初となる国際スポーツイベントとして国家を挙げての大会となった。また来年以降の国家の観光プログラムにも組み込まれることが内定した模様で、来年以降も継続での開催が期待されている。
2010年3月13日 ProWres EXPO in Kathmandu
2010年3月20日 ProWres EXPO in Pokhara

### 参加選手
ヒマラヤンタイガー（ネパール／ネパール伝説の英雄）、ビッグ・ヴィトー（＝ヴィトー・ログラッソ、アメリカ）、富豪富豪夢路（日本）、梅澤菊次郎（スモー・キク 日本）、マーク・ハンニバル（スペイン）、他ネパール人レスラー多数
なお2009年12月の開催予定が政情不安により延期となったため、スケールをやや小さくして開催された。しかしながら合計2万人という大観衆を集め、今後の可能性を示した。

## アジアでの展開
2010年7月31日から2日間、日比谷公園にて行われたネパール・フェスティバルに於いて、メイン会場にリングが組まれ、ネパール大会に参加し、「ネパールプロレス大使」に就任した富豪富豪夢路、梅澤菊次郎をはじめ地下プロレスEXITの選手が参戦し、真夏の白昼、都会のど真ん中で熱戦が展開された。会場にはヒマラヤンタイガーよりメッセージが流され等身大パネルが展示されたり、またフェスティバル開催中、BGMとして延々とテーマ曲が流されるなど、彼のネパール国内に於ける知名度を証明するものとなった。
2011年9月には代々木公園にて継続開催。ヒマラヤンタイガーも来日し、小笠原和彦、紅闘志也、澤宗紀、さらに在日ネパール人にしてキックボクシング王者（MA日本キックボクシング連盟 第7代 スーパーライト級チャンピオン）のモハン・ドラゴン、ザ・グレート・カブキの息子であるTHE KABUKIも参戦した。
2012年6月7日、8日にはタイ、バンコクでも開催。富豪2夢路、THE KABUKI、ヒマラヤンタイガー、日龍に加え、ルンピニーランカー経験のあるムエタイ戦士エック・パンサー、さらに現地で新団体我闘雲舞をプレ旗揚げしたばかりのさくらえみ、米山香織（当時JWP）も参戦した。
現在のところ複数の国のプロレス・エキスポに参戦した選手は、富豪2夢路、THE KABUKI、日龍、ヒマラヤンタイガー、ハートリー・ジャクソンの5選手である。
プロレス